# Хонда-центр
 «Хо́нда-це́нтр»  (англ. Honda Center) — спортивный комплекс в Анахайме, Калифорния (США), открытый в 1993 году. Место проведения международных спортивных соревнований по многим видам спорта. Является домашней ареной для команды «Анахайм Дакс» (НХЛ). Первоначально называлась «Анахайм-арена». С октября 1993 года по октябрь 2006 года носила название «Эрроухед Понд оф Анахайм» (англ. Arrowhead Pond of Anaheim) поскольку компания Arrowhead Water выкупила права на название за 15 млн долларов США. В 2006 году Хонда купила эти права на 15 лет за 60 млн долларов США.
Открытие арены состоялось 19 июня 1993 года и первым выступлением стал концерт Барри Манилоу. На данной арене проходило множество событий, такие как финал кубка Стэнли в 2003 и 2007 годах. 6 июня 2007 года «Анахайм Дакс» победил «Оттаву Сенаторз» 6-2 в пятой игре финальной серии на «Хонда-арене» и впервые завоевали Кубок Стэнли.
На арене проходили такие главные события WWE как Рестлмания XXI, Рестлмания 2000 (XVI), и Королевская битва 1999. Ultimate Fighting Championship 59, 63 и 76, Чемпионат мира по бадминтону в 2005 году. На арене выступали с концертами AC/DC, Kiss, Machine Head, TLC, Buckcherry,Гвен Стефани, Depeche Mode, David Bowie, Morrissey, Nine Inch Nails, Aerosmith, Mariah Carey, Глория Эстефан, Celine Dion, Boyz II Men, Coldplay, R.E.M., U2, Шакира, Korn, Metallica, Madonna, Phil Collins, Queen + Paul Rodgers, Britney Spears, Барбра Стрейзанд, Shania Twain, Destiny's Child, Beyoncé Knowles, 'N Sync, Maroon 5, Justin Timberlake, Dave Matthews Band, Miley Cyrus, Jonas Brothers, Кристина Агилера, Circa Survive, Janet Jackson, The Rolling Stones, Paul McCartney, Jennifer Lopez и Марк Энтони. С 1994 по 1998 год она служила второй домашней ареной для «Лос-Анджелес Клипперс».